# Wilfried Sanou
Wilfried Sanou (Bobo-Dioulasso, Burkina Faso, 16 de març de 1984) és un futbolista que disputà 26 partits amb la selecció de Burkina Faso.